# Whisper Not
Whisper Not è il trentaquattresimo album della cantante jazz Ella Fitzgerald, pubblicato dalla Verve Records nel 1966.
È l'ultimo album della cantante pubblicato dalla Verve Records, dopo 10 anni di collaborazione. I successivi quattro album saranno pubblicati dalla Capitol Records.

## Tracce
Lato A
1. Sweet Georgia Brown (Ben Bernie, Kenneth Casey, Maceo Pinkard) – 3:30
2. Whisper Not (Benny Golson, Leonard Feather) – 2:59
3. I Said No (Frank Loesser, Jule Styne) – 3:59
4. Thanks for the Memory (Ralph Rainger, Leo Robin) – 3:59
5. Spring Can Really Hang You up the Most (Fran Landesman, Tommy Wolf) – 3:46
6. Old MacDonald Had a Farm

Lato B
1. Time After Time (Sammy Cahn, Jule Styne) – 3:26
2. You've Changed (Carl T. Fischer, Bill Carey) – 3:15
3. I've Got Your Number (Cy Coleman, Carolyn Leigh) – 3:11
4. Lover Man (Oh Where Can You Be?) (Roger "Ram" Ramirez, Jimmy Davis, Jimmy Sherman) – 4:18
5. Wives and Lovers (Burt Bacharach, Hal David) – 2:21
6. Matchmaker (Jerry Bock, Sheldon Harnick) – 2:45